# Rhombosolea
Rhombosolea es un género de peces de la familia Pleuronectidae, del orden Pleuronectiformes. Este género marino fue descrito científicamente en 1862 por Albert Günther.

## Especies
Especies reconocidas del género:
- Rhombosolea leporina Günther, 1862
- Rhombosolea plebeia (Richardson, 1843)
- Rhombosolea retiaria Hutton, 1874
- Rhombosolea tapirina Günther, 1862